# José Meolans
José Martin Meolans (Córdoba, 22 giugno 1978) è un ex nuotatore argentino.
Specializzato nello stile libero ha partecipato alle Olimpiadi di Atlanta 1996, Sydney 2000 e Atene 2004.

## Palmarès
- Mondiali in vasca corta

Hong Kong 1999: argento nei 50m sl.
Mosca 2002: oro nei 50m sl e argento nei 100m sl.
Shanghai 2006: bronzo nei 100m sl.
- Giochi panamericani

Winnipeg 1999: argento nei 50m sl e nei 100m sl e bronzo nei 100m farfalla.
Santo Domingo 2003: oro nei 100m sl, argento nei 50m sl e nei 100m farfalla.
Rio de Janeiro 2007: argento nei 100m sl.